# 150 a. C.
El año 150 a. C. fue un año del calendario romano prejuliano. En el Imperio romano, fue conocido como el año 604 Ab Urbe condita.

## Acontecimientos

### Cartago
- Escipión Emiliano es enviado por el general romano, Lucio Licinio Lúculo, a Numidia para obtener algunos elefantes del rey númida Masinissa, amigo de su abuelo Escipión el Africano. Mientras está allí, es testigo de una gran pero poco decisiva batalla entre los númidas y los cartagineses. Estos últimos piden entonces a Escipión Emiliano que arregle un acuerdo, pero las negociaciones se rompen.

### República romana
- El Senado romano muestra su disgusto por la decisión de Cartago de guerrear contra su vecino sin el consentimiento de Roma, y dice a Cartago que para evitar una guerra tiene que "dar satisfacción al pueblo de Roma". En censor romano Catón el Viejo urge la destrucción de Cartago y el Senado Romano ordena que se reúna un ejército.
- Los constructores romanos inventan la argamasa al mezclar el cemento natural con sustancias inertes (arena y piedras de tamaño pequeño).[1]

### Imperio Seléucida
- El pretendiente al trono seléucida, Alejandro Balas, quien dice ser hijo del fallecido Antíoco IV, derrota al rey seléucida, Demetrio I Sóter, en batalla y lo ejecuta. El Senado romano, junto con Átalo II Filadelfo de Pérgamo y Ptolomeo VI Filométor de Egipto, apoyan a Alejandro Balas y se convierte en el gobernante del Imperio Seléucida. El hijo de Demetrio I Sóter, Demetrio se exilia en Creta.
- El nuevo rey del Imperio Seléucida, Alejandro Balas, se casa con Cleopatra Tea, hija de Ptolomeo VI Filométor de Egipto.

### Asia Menor
- Nicomedes, el hijo del rey Prusias II de Bitinia, quien había sido enviado a Roma para defender pequeñas reparaciones surgidas de la infructuosa guerra de su padre contra Pérgamo, obtiene el apoyo del Senado Romano hasta el punto de que Prusias envía un emisario con órdenes secretas de asesinar a Nicomedes. Sin embargo, el emisario revela la trama a Nicomedes y le convence para que se rebele contra su padre.
- Mitrídates V Euergetes sucede a su tío, Mitrídates IV Filopátor Filadelfo como rey del Ponto. Continúa la estrategia de permanecer en alianza con los romanos, ya establecida por su predecesor.

### Hispania
- Los romanos, guiados por el pretor Servio Sulpicio Galba, derrotan a los lusitanos en una gran batalla en Hispania. Matanza de lusitanos, atraídos por el cónsul Lúculo con el pretexto de repartirles tierras de cultivo.[2] Más tarde 20 000 lusitanos más son vendidos como esclavos en la Galia.
- Viriato jefe de los Lusitanos.
- El hinduista Patanjali escribe el Sutra del Yoga, por lo que es considerado el fundador del yoga. El objetivo último del yoga es la unión del alma con la divinidad.[1]

## Fallecimientos
- Demetrio I Sóter, rey seléucida de Siria desde 162 a. C. (nacido hacia 187 a. C.)
- Mitrídates IV Filopátor Filadelfo, rey del Ponto

## Arte y literatura
- La realización de la estatua Gobernante Helenístico comienza y se acaba diez años más tarde. Actualmente se encuentra en el Museo Nazionale Romano de Roma.
- La realización de la estatua Afrodita de Melos (también llamada la Venus de Milo) comienza y se acaba 25 años más tarde. Es descubierta en 1820 y actualmente se conserva en el Museo del Louvre de París.